# Drymoanthus minutus
Drymoanthus minutus är en orkidéart som beskrevs av William Henry Nicholls. Drymoanthus minutus ingår i släktet Drymoanthus och familjen orkidéer. Inga underarter finns listade i Catalogue of Life.